# VGF (Neuropeptid)
VGF ist ein Peptid, das auch als „VGF nerve growth factor inducible protein“, „neuroendocrine specific protein“ oder „VGF-Protein“ bekannt ist und 1985 entdeckt wurde. Es besteht aus 593 Aminosäuren und wird durch das Gewebshormon NGF gesteuert. Die molare Masse beträgt 65 kDa. VGF und seine Fragmente spielen eine Rolle für den Energiehaushalt, Nahrungsaufnahme und die Stimmungslage. VGF wird von Neuronen des zentralen und peripheren Nervensystems freigesetzt sowie von Zellen der Nebenniere und den Betazellen des endokrinen Anteils der Bauchspeicheldrüse.